# Траоре, Абду
Абду́ Траоре́ (фр. Abdou Traoré; род. 17 января 1988, Бамако, Мали) — малийский футболист, полузащитник клуба «Аль-Нахда». Выступал за сборную Мали.

## Биография
Воспитанник молодёжной команды «Олимпик» из Бамако, приехал в академию «Бордо» летом 2006 года. Дебютировал в основной команде 19 декабря 2007 года в матче против греческого клуба «Паниониос» на групповом этапе Кубка УЕФА. Профессиональный контракт заключил в мае 2008 года. В сезоне-2008/09 начал регулярно играть за основную команду и демонстрировал большой потенциал. Летом 2010 года перешёл на правах аренды в «Ниццу» с возможностью последующей продажи. 12 сентября впервые сыграл против «Бордо», выйдя на замену вместо Даниела Любои. Забил первый мяч за новую команду в 32-м туре в ворота марсельского «Олимпика».
Игрок сборной Мали, в составе которой принял участие в трёх розыгрышах Кубка африканских наций. На «бронзовом» для малийцев кубке 2012 года провёл 4 матча, мячей не забивал.

## Достижения
«Бордо»
- Чемпион Франции: 2008/09
- Обладатель Кубка Франции: 2012/13
- Обладатель Кубка Французской лиги: 2008/09
- Обладатель Суперкубка Франции 2008